# Unité urbaine d'Aiguillon
L'unité urbaine d'Aiguillon est une unité urbaine française centrée sur la commune d'Aiguillon, dans le département de Lot-et-Garonne en région Nouvelle-Aquitaine.

## Données générales
Dans le zonage réalisé par l'Insee en 2010, l'unité urbaine était composée de deux communes.
Dans le nouveau zonage réalisé en 2020, elle est composée des deux mêmes communes.
En 2022, avec 4 257 habitants, elle représente la 8e unité urbaine du département de Lot-et-Garonne.

## Composition de l'unité urbaine en 2020
Elle est composée des deux communes suivantes :
| Nom                      | Code Insee | Département    | Statut       | Superficie (km2) | Population (dernière pop. légale) | Densité (hab./km2) | Modifier                                    |
| ------------------------ | ---------- | -------------- | ------------ | ---------------- | --------------------------------- | ------------------ | ------------------------------------------- |
| Aiguillon (ville-centre) | 47004      | Lot-et-Garonne | ville-centre | 28,28            | 3 983 (2022)                      | 141                | modifier les données · modifier les données |
| Lagarrigue               | 47129      | Lot-et-Garonne | banlieue     | 4,38             | 274 (2022)                        | 63                 | modifier les données · modifier les données |

## Évolution démographique
| 1968  | 1975  | 1982  | 1990  | 1999  | 2008  | 2013  | 2020  |
| ----- | ----- | ----- | ----- | ----- | ----- | ----- | ----- |
| 3 926 | 4 035 | 4 333 | 4 449 | 4 489 | 4 635 | 4 619 | 4 531 |

#### Données générales
- Unité urbaine
- Aire d'attraction d'une ville
- Aire urbaine (France)
- Liste des unités urbaines de France

#### Données démographiques en rapport avec l'unité urbaine d'Aiguillon
- Arrondissement d'Agen

#### Données démographiques en rapport avec le Lot-et-Garonne
- Démographie du Lot-et-Garonne